# Infraroodexces

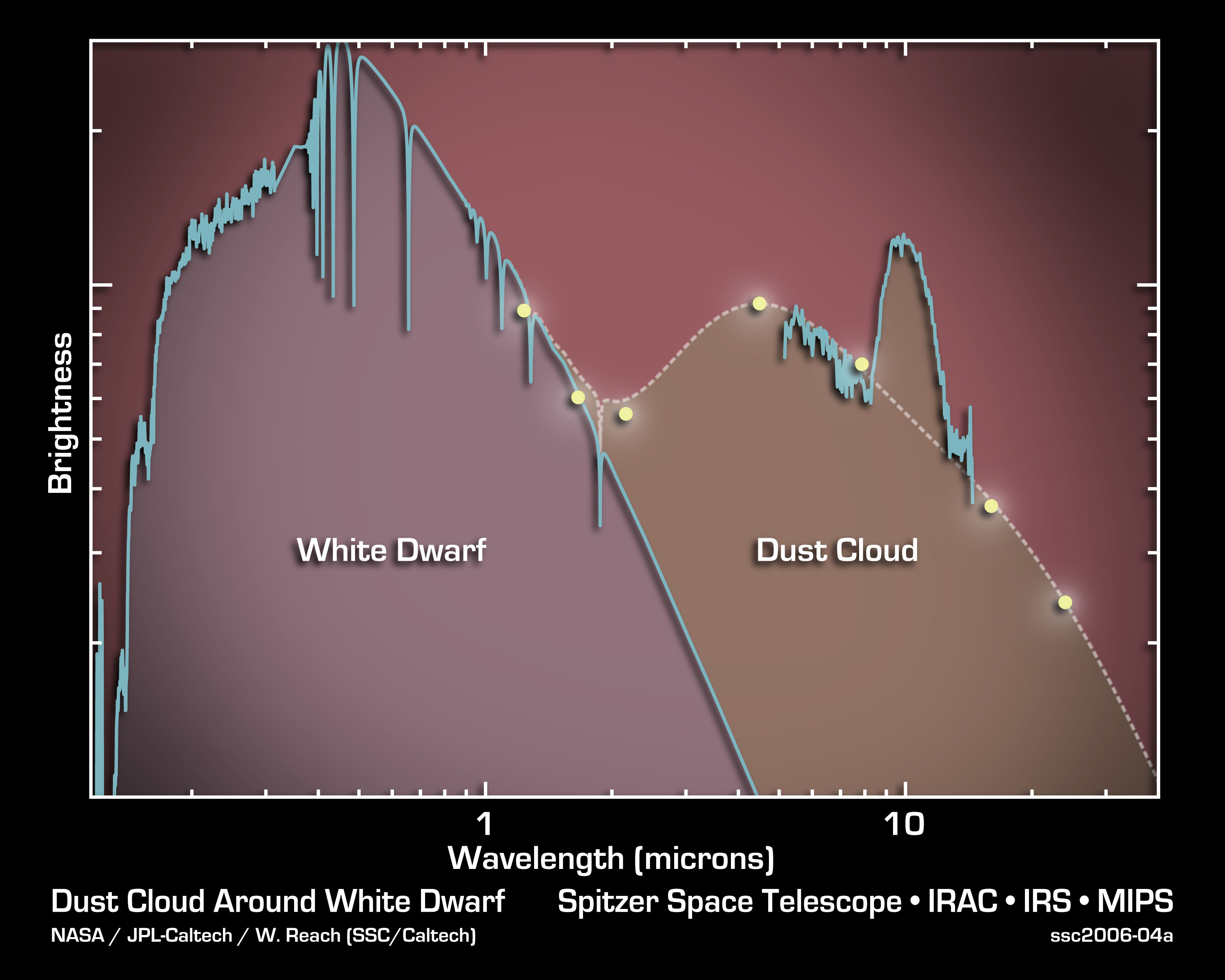
De spectrale energieverdeling van de witte dwerg G 29-38 vertoont een infraroodexces

Een infraroodexces is in de astronomie een onverwacht sterke hoeveelheid infraroodstraling van een hemellichaam (een ster of een sterrenstelsel). Deze infraroodstraling is sterker dan verwacht wordt op basis van de thermische straling bij kortere golflengtes (zichtbaar licht).
In de afbeelding is links het zichtbare spectrum te zien van de witte dwerg G29-38. Bij golflengtes groter dan ongeveer 2 μm is de gedetecteerde straling sterker dan verwacht uit het geëxtrapoleerde zichtbare spectrum van de witte dwerg en is er een infraroodexces. Een infraroodexces is voor veel objecten voor het eerst gevonden in metingen gedaan met de IRAS-satelliet.

## Sterren met infraroodexces
In het geval van sterren is een infraroodexces is meestal het resultaat van de aanwezigheid van een ring of schil van circumstellair stof rond de sterren. Het wordt gewoonlijk aangetroffen in jonge stellaire objecten (zoals T Tauri-sterren) en in geëvolueerde sterren op of na de asymptotische reuzentak (en soms in latere stadia zoals de witte dwerg G29-38). Het exces ontstaat doordat het licht van de ster geabsorbeerd wordt door het stof en daarbij het stof verwarmt tot enkele 100 K. Het stof zendt warmtestraling uit in het infrarood en verraadt de aanwezigheid van een protoplanetaire schijf of een puinschijf (in oudere objecten).
In enkele gevallen kan een infraroodexces ook wijzen op de aanwezigheid van een rode dwerg of bruine dwerg in een onopgelost dubbelstersysteem, of veroorzaakt worden door voor- of achtergrondobjecten.
Bekende sterren met infraroodexces zijn Wega, Epsilon Eridani, en Fomalhaut.

## Sterrenstelsels met infraroodexces
Sterrenstelsels met infraroodexces zijn onder andere de infraroodstelsels. Het verschil met het infraroodexces bij sterren is dat de infraroodstraling in deze stelsels dominerend is. Infraroodstelsels zijn waarschijnlijk het resultaat van het versmelten van twee gas- en stofrijke spiraalvormige sterrenstelsels.